# تاکویا کیدا
تاکویا کیدا (انگلیسی: Takuya Kida؛ زادهٔ ۲۳ ژوئیهٔ ۱۹۹۴) بازیکن فوتبال اهل ژاپن است.
از باشگاه‌هایی که در آن بازی کرده‌است می‌توان به باشگاه فوتبال یوکوهاما مارینوس اشاره کرد.
وی همچنین در تیم‌های ملی فوتبال زیر ۱۷ سال ژاپن و زیر ۲۳ سال ژاپن بازی کرده‌است.